# Sant Martí de Centelles
Sant Martí de Centelles (in spagnolo San Martín de Centellas) è un comune spagnolo di 772 abitanti situato nella comunità autonoma della Catalogna.